# Neftchi Farg'ona Professional Futbol Klubi
Neftchi Farg'ona é um clube de futebol do Uzbequistão. Disputa o Campeonato nacional do país, do qual foi campeão em 1992, 1993, 1994, 1995 e em 2001.

## História
O clube foi fundado em 1962.

## Títulos
- Campeonato Uzbeque de Futebol:
  - 1992, 1993, 1994, 1995, 2001